# Temnocalyx
Temnocalyx  es un género monotípico de plantas con flores perteneciente a la familia de las rubiáceas. Incluye una sola especie: Temnocalyx nodulosa Robyns (1928). Es nativa del este tropical de África en Tanzania.

## Descripción
Es un subarbusto sufrútice glabro o peludo, generalmente con varios tallos  anuales a partir de un rizoma leñoso, rara vez se convierten en arbustos o pequeños árboles. Las hojas generalmente en verticilos de 3-5 (6), o en parejas, en su mayoría subsésiles o poco pecioladas; con estípulas pequeñas, a menudo persistentes. La inflorescencia de pocas flores en  cimas axilares, por lo general poco pedunculadas.

## Taxonomía
Temnocalyx nodulosa fue descrita por Frans Hubert Edouard Arthur Walter Robyns y publicado en Bulletin du Jardin Botanique de l'État 11: 318, en el año 1928.